# Аврамов сборник
Аврамовият сборник е българска ръкописна книга от 1674 година, съставена и илюстрирана от свещеника Аврам Димитриевич.
Сборникът включва 626 листа с по 32 реда текст и съдържа богослужебни и религиозни текстове, като част от тях — календарни таблици и житие на Алекси — са на новобългарски език. Книгата е сочена сред образците на българските илюстровани ръкописи от 17 век.
Днес тя се съхранява в Народната библиотека „Иван Вазов“ в Пловдив.